# 神戸市交通局5000形電車
神戸市交通局5000形電車（こうべしこうつうきょく5000がたでんしゃ）は、神戸市交通局（神戸市営地下鉄）海岸線用の通勤形電車。

## 概要
2000年（平成12年）から2001年（平成13年）にかけて4両編成10本（40両）が川崎重工業で製造され、2001年7月7日の海岸線開業時から運行を開始した。
海岸線はリニア地下鉄であり、トンネル断面積縮小のため西神・山手線用より一回り小さい車両となっている。4両編成の全車が電動車で構成されるが、将来の乗客増を考慮し中間車2両を連結して6両編成にも対応する。海岸線各駅のホーム有効長も、6両編成を想定したものになっている。
設計に当たっては、西神・山手線車両の基本方針である「安全性・効率性・快適性・車両整備の省力化」を踏襲しながら
- 快適であたたかさが感じられる車両
- 人にやさしく環境にやさしい車両
- あきのこないシンプルなデザインの車両
- 省コスト、省メンテナンスを考えたインテリジェント車両

の4項目のデザインコンセプトをもとに設計が進められた。

## 車両概説

### 車体
車体は、アルミニウム合金製押出形材と板材とで構成した全溶接構造。先頭車は中間車より200 mm長くして、乗務員室と客室のスペースを極力広くする割付けとしている。車体の側面は窓下の位置で上部を内側に3度傾斜させた形状で、軒部材を経て屋根部につなぎ、車両限界いっぱいまで、幅、高さとも大きくした断面としている。
先頭形状は先端部を絞り、上部および下部をやや後方に傾斜させた矢じり型の流線形で、前面窓は正面から側面まで大きくまわり込んだ防曇ガラスを使用。前面ガラスは運転台前面と貫通扉および側面窓の3枚で構成。車体へは接着取付としており、一体感あるデザインと前面視界に配慮した構造としている。
車外の行先案内設備として3色LED式行先表示器を車両先頭と車両側面に配置しており、正面の行先表示器には運行番号の表示も行っている。なお、行先表示器には海岸線の全駅が収録されている。
外板塗料は耐汚染性を図るためフッ素樹脂塗料を採用。ベース色は白色系のビーチアイボリーとし、グリーンと海岸線のラインカラーであるマリンブルーの帯を巻いている。非常用貫通扉と乗務員扉後方に神戸市営地下鉄のシンボルマークであるUラインが配されている。
片側に3か所、入口幅1,300 mmの両引戸の客用扉を配置。引戸は、外板骨組にアルミ、内板にメラミン樹脂化粧板を使用したハニカム構造で軽量化を図っている。側窓は妻面寄りが固定窓、中央部が下降式の2連窓となっている。
車両番号の書体は、西神・山手線車両で継承された神戸市電由来のものは採用されなかった。

### 車内
配色は白色系の清潔感とあたたかみのある色合いとされた。1人当たり450 mm幅のバケットタイプのロングシートを、車両中央部に6人掛け、車両両端に4人掛けおよび2人掛けで配している。2人掛けの客用ドア付近は車椅子スペースになっている。一般席は赤色系、優先席はオレンジ色系のいずれも暖色系のモケットで仕上げながら見分けが付きやすいようにしている。腰掛の袖部には石目調成型材の特徴的な形の袖仕切りを設けている。
窓ガラスは透明、強化の複層ガラスを使用し、室内面を引戸の内面と同一面となるように引戸本体に接着構造で取付けている。すべての車両の妻部に引き戸と大型の妻窓を設けており、車内の見通しと開放感を持たせている。側窓も最大限に大きくとられている。全線地下線のため、西神・山手線車両のような鎧戸やカーテンなどは設置されていない。
案内装置としては、3色LED式のフリーパターン車内案内表示装置と、LEDが埋め込まれた路線図型の表示装置が各乗降扉上に千鳥配置で設置されている。日本語・英語混合表示に対応。案内表示器の内容と路線図の状態は互いにリンクしており、例えば案内表示器が「まもなく（終点）○○」と表示されると、路線図の方は矢印代わりの三角形と次駅が同時に点滅する仕組みになっている。すべての乗降扉には扉開予告表示灯が鴨居部の左右に設置されており、駅到着前に表示灯により扉が開く方向を案内するとともに、扉が開閉する直前にドアチャイムが鳴動する。ドアの開閉時の合図にブザーを使用していた西神・山手線用車両と異なり、当形式では帝都高速度交通営団（現・東京地下鉄）と同じタイプのドアチャイムを使用している。

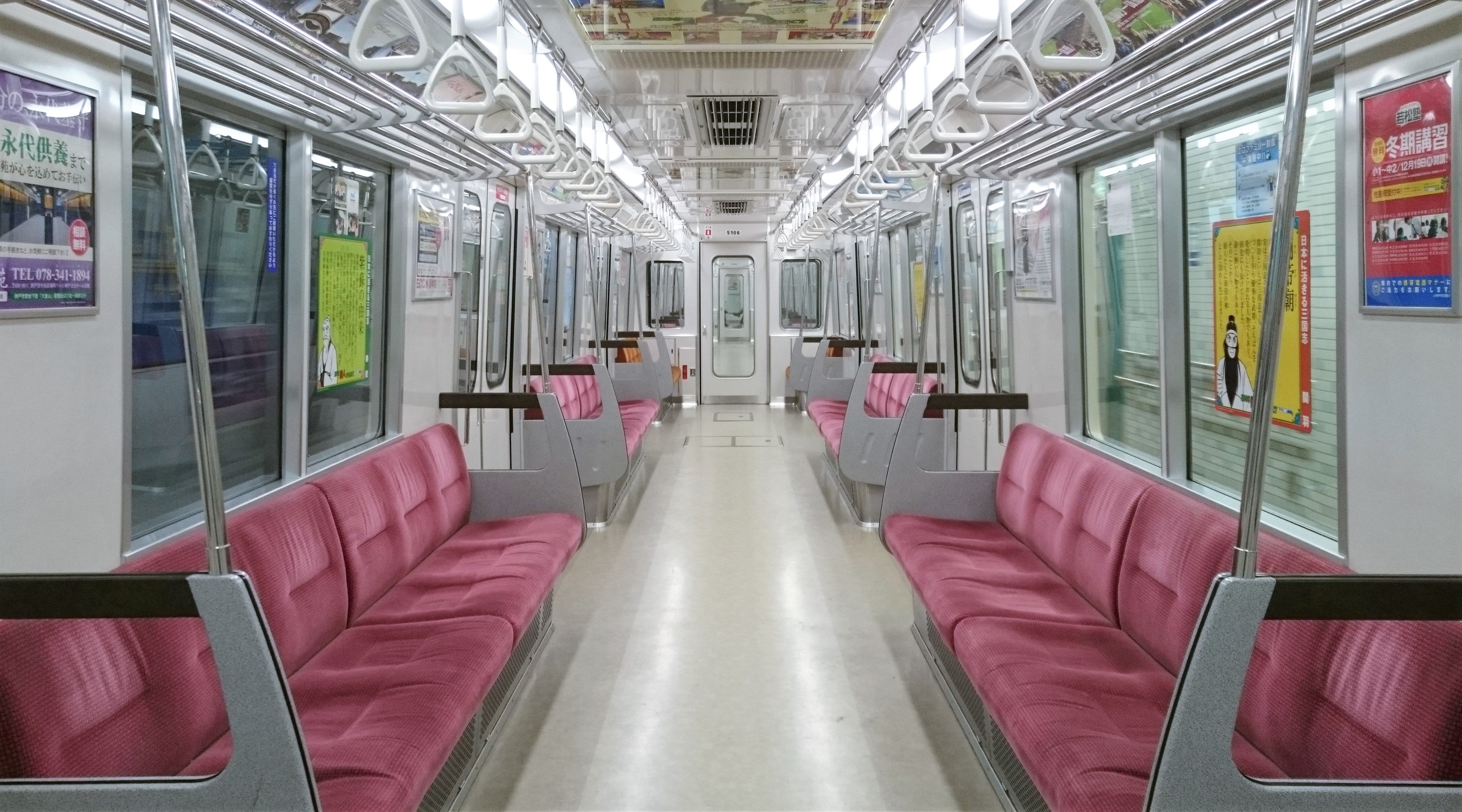
車内
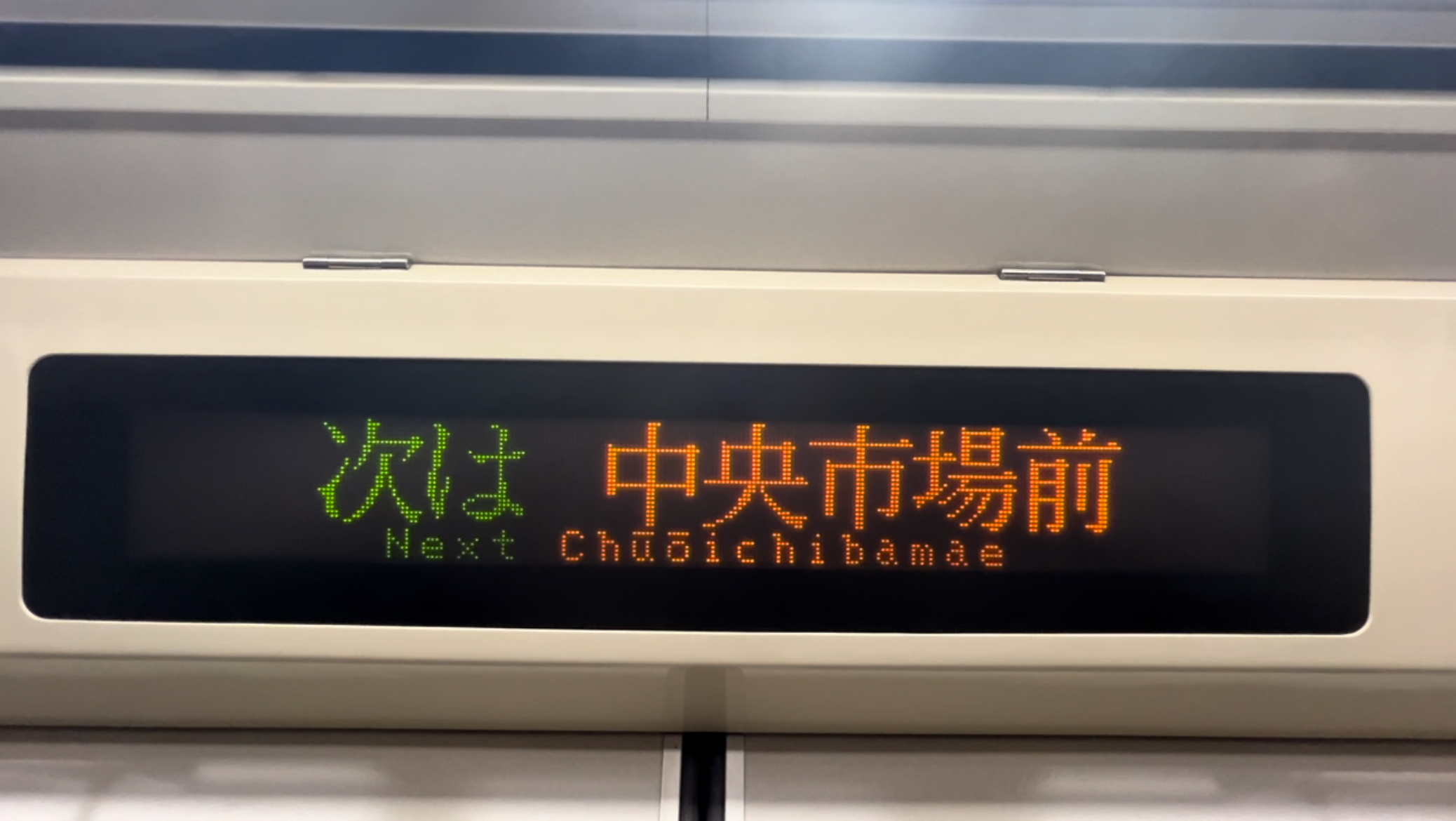
LED式車両案内表示装置
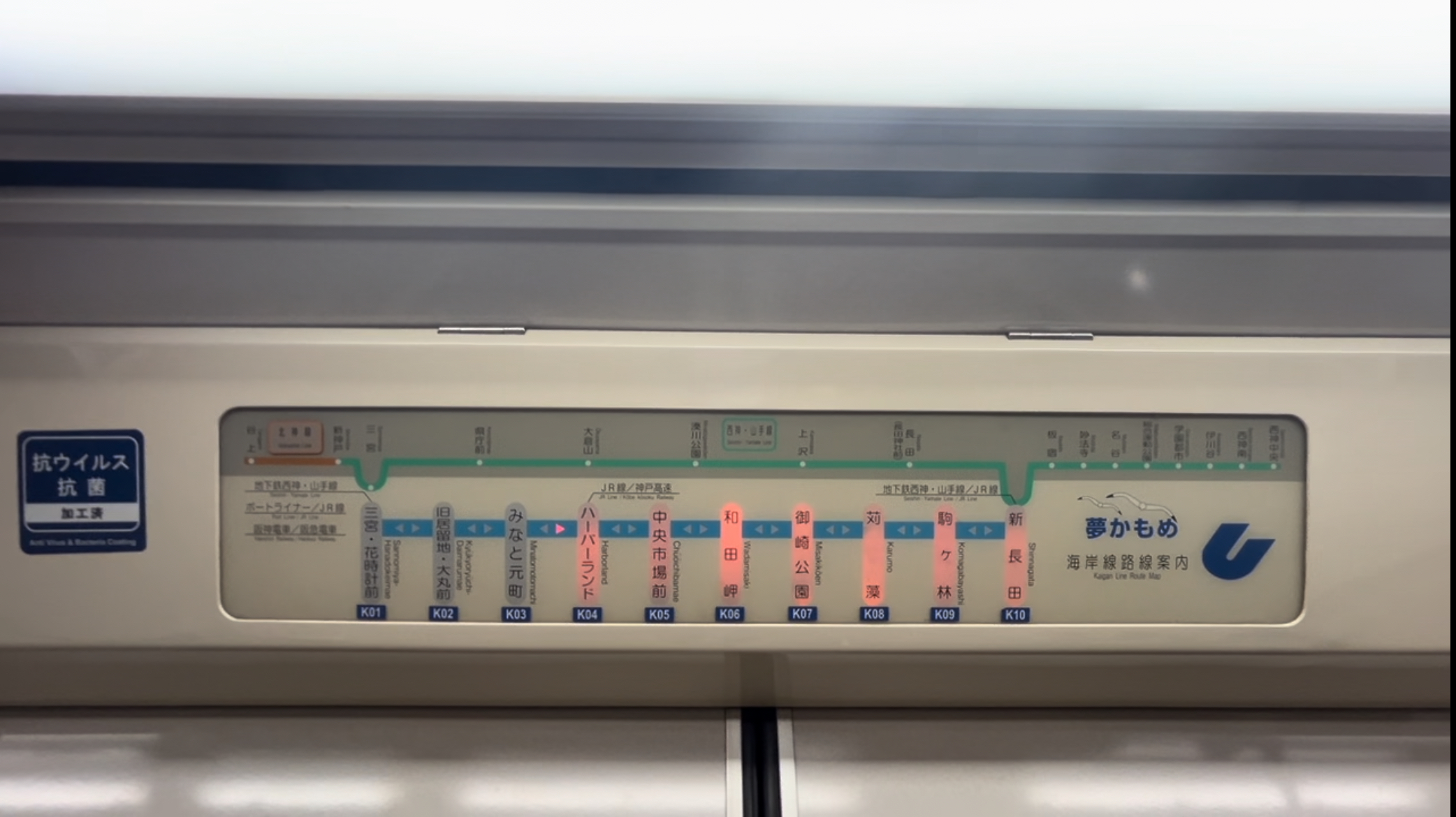
路線図式車両案内表示装置

### 主要機器

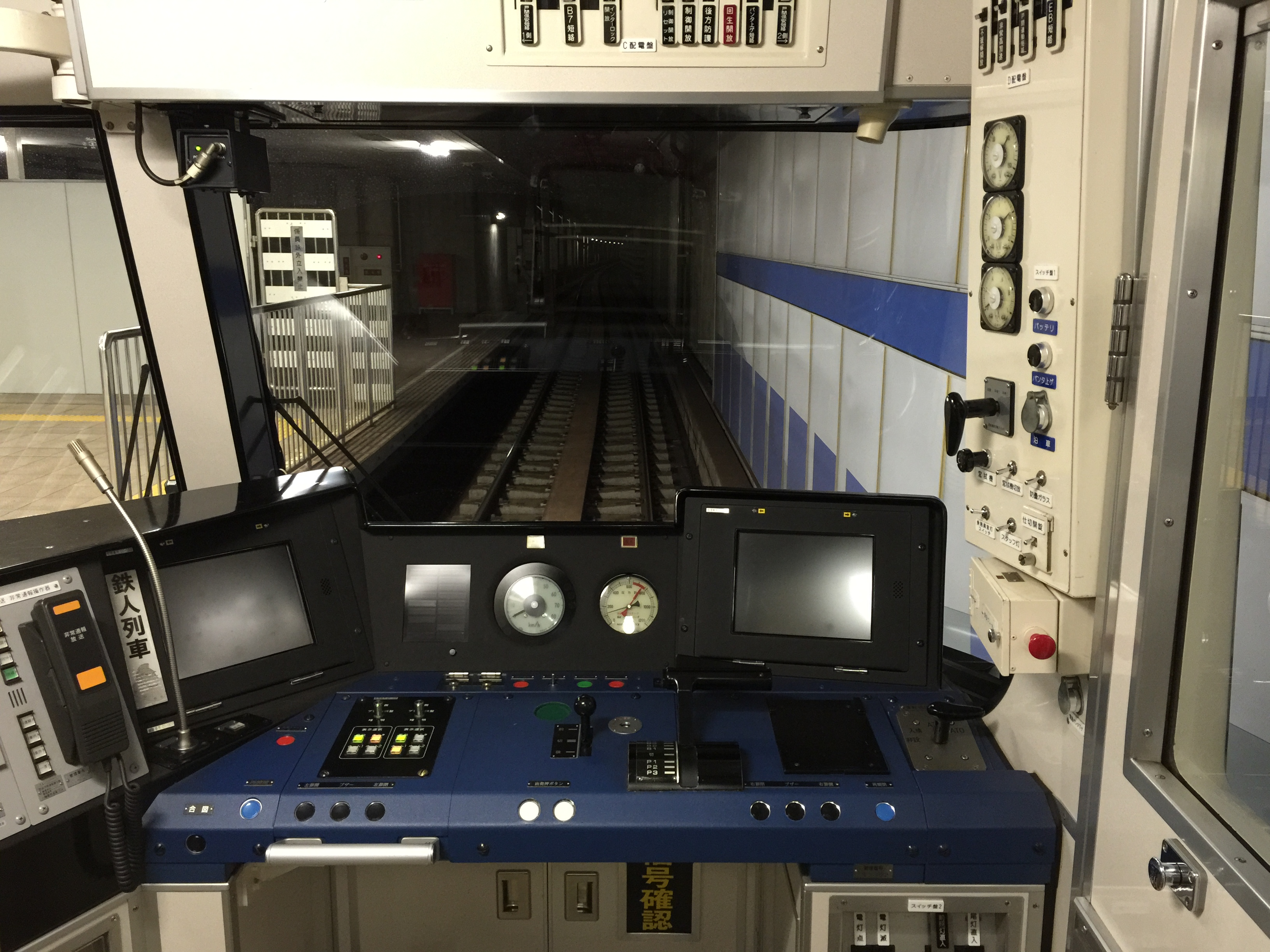
運転台

すべての車両が電動車の 4M であり、M1・Mc2車の2両によるユニット2本で4両編成を構成している。M1・M1'車には制御装置・蓄電池などが、Mc2・Mc2'車には補助電源、ATC・ATO装置、空気圧縮機などが搭載される。
車両制御装置は神戸市交通局として初めてIGBT素子のVVVFインバータ制御を採用した。西神・山手線とは異なり三菱電機製で、1C2M×2群となっている。主電動機は定格出力が135kWの車上1次片側式三相リニア誘導電動機が各車両に2基ずつ搭載されている。
台車は住友金属工業製で、セルフステアリング機構付きのボルスタ付空気ばね台車FS563形である。軸箱方式はステアリング機構に対応した3点支持積層ゴム方式で、基礎ブレーキは1軸1枚のディスクブレーキを使用している。台車重量は排障器付が5,560 kg、排障器なしが5,475 kgである（いずれも主電動機を含む）。
集電装置は、ばね上昇空気下降式のアルミニウム製シングルアームパンタグラフ（KP83形・工進精工所製）が各先頭車両の乗務員室屋根上に配置されている。
保安装置はATC（自動列車制御装置）を両先頭車に、ATO（自動列車運転装置）を編成に1台搭載する。運転士が出発押しボタンを押すことで、路線条件の設定やATC装置のバックアップのもとに、次駅の停止位置まで自動で走行する。
ブレーキ装置はナブコ（現・ナブテスコ）製HRDA-1形電気指令式ブレーキ（応荷重装置付）であり、回生ブレーキを優先し、不足分を空気ブレーキで補う方式となっている。装置はE70形ブレーキ制御装置とTR-5形台車中継弁から構成され、ATO運転時のブレーキ応答性を向上させるため、全車両に台車中継弁を設置する。ブレーキ種別は常用ブレーキ（手動操作7段・ATO運転時31段）、非常ブレーキ（車輪保護のため、回生ブレーキを併用）、保安ブレーキのほか、ATI故障時に使用するバックアップブレーキ、坂道発進時に手動5段ブレーキを出力する勾配起動ブレーキ機能を有する。
空気圧縮機は同じくナブコ製のA1520-HS-20-2形水平対向型3相誘導電動機駆動2段圧縮式を搭載、2,100リットル/分の容量を持つ。圧縮した空気の除湿には、保守性に優れた中空糸膜式除湿装置を使用している。蓄電池は焼結式アルカリ蓄電池40Ah（1時間率）を搭載する。
海岸線は御崎公園駅以外は島式ホームを採用しているため、運転台は西神・山手線とは逆の進行方向右側に設置されている。ワンマン運転に対応しており、運転台には画像伝送装置など運転支援装置が装備されている。画像伝送装置は、プラットホームの監視カメラ映像を近赤外線による伝送により乗務員室内のモニター画面に表示するもので、運転席に座った状態で停車・発車時のホームの監視が可能となっている。伝送システムには日立製作所と八木アンテナが開発した「対列車光空間伝送システム」を採用している。
乗務員や保守員の支援を行うシステムとして、車両の機器類の制御や監視を行うATI装置（車両情報制御装置）が搭載されている。

## 改造工事
2016年（平成28年）1月15日より、5105F、5106F、5107Fの3編成の車内照明をLED化した。これにより年間約6,100kWhの電力削減が見込まれる。なお、その他の編成も順次車内照明がLED化されており、2016年度中に7編成のLED化が完了している。
2016年（平成28年）度中に、全編成の前照灯がシールドビームからLEDに変更された。

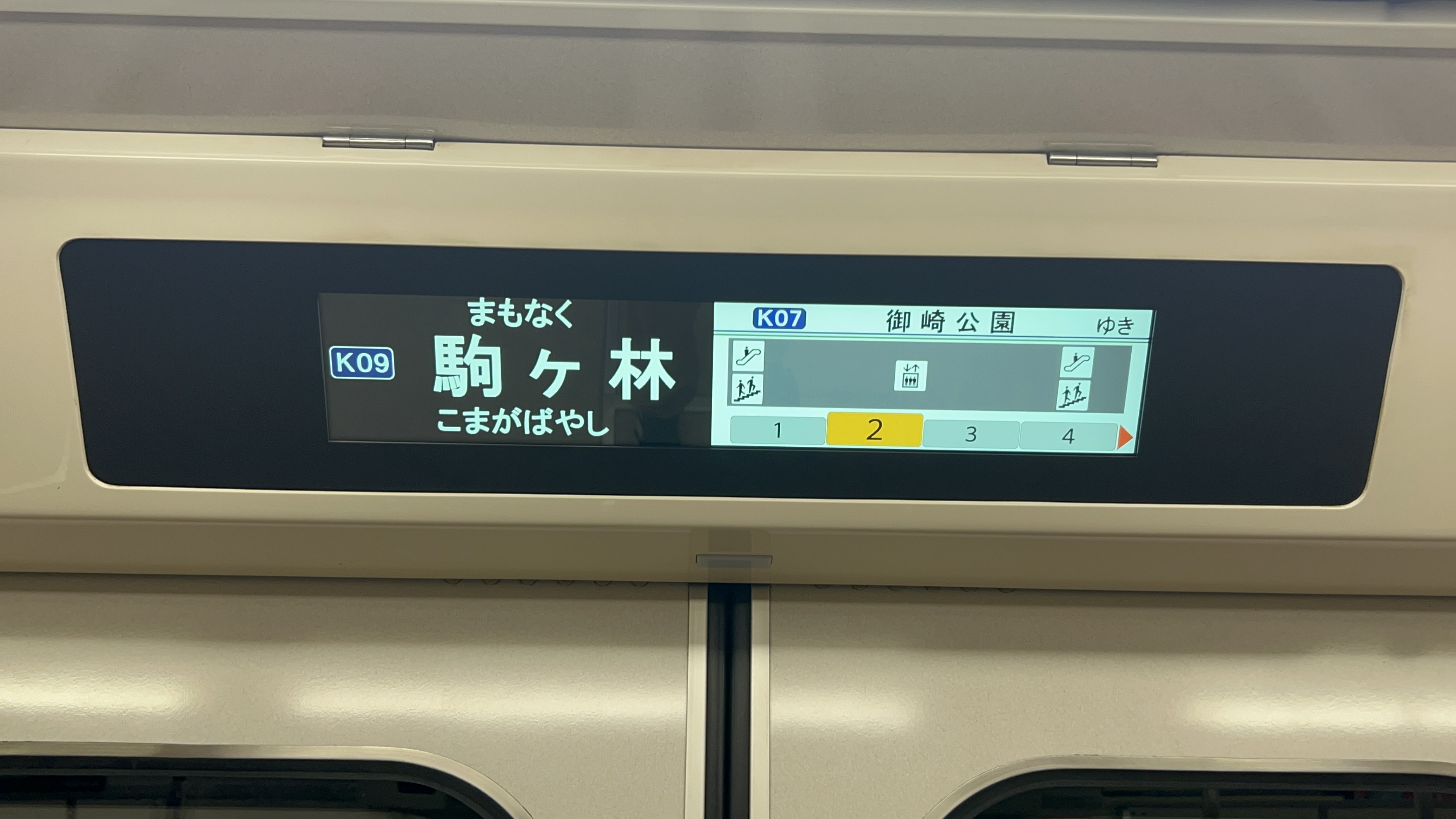
車内案内表示装置(LCDディスプレイ)

2025年4月？ドアチャイム変更と車内案内表示装置(LCDディスプレイ)設置

## 装飾列車
2009年（平成21年）8月22日から5103Fが「鉄人28号」列車、5106Fが「三国志」列車として運行されている。好評のため、同年10月31日から5104F、2010年（平成22年）3月20日から5105Fが鉄人28号列車に追加。同日3月20日に5108Fが三国志列車に追加された。

## 運用
2001年（平成13年）7月7日、海岸線の新長田駅 - 三宮・花時計前駅間開業とともに営業運転を開始した。開業前の2000年（平成12年）の神戸まつりでは、5403号車がトレーラーに牽引されて「おまつりパレード」に登場し、翌年に控えていた海岸線の開業をPRした。
2005年に公開された映画『交渉人 真下正義』では、5000形の実物が映画撮影に使用された。作中での5000形は架空の地下鉄運営会社「東京トランスポーテーションレールウェイ（TTR）」の東陽線車両として登場しており、CGによって10両編成として描写されている他、車両先頭のLED式行先表示器は上からシールを張ることで幕式行先表示機として撮影されている。

## 編成表
2017年4月1日現在。5400形は女性専用車。
|           |      | ← 新長田三宮・花時計前 → |      |      |      |
| 号車      | 号車 | 1                        | 2    | 3    | 4    |
| 形式      | 形式 | Mc2                      | M1   | M1'  | Mc2' |
| 編成 番号 | 1    | 5101                     | 5201 | 5301 | 5401 |
| 編成 番号 | 2    | 5102                     | 5202 | 5302 | 5402 |
| 編成 番号 | 3    | 5103                     | 5203 | 5303 | 5403 |
| 編成 番号 | 4    | 5104                     | 5204 | 5304 | 5404 |
| 編成 番号 | 5    | 5105                     | 5205 | 5305 | 5405 |
| 編成 番号 | 6    | 5106                     | 5206 | 5306 | 5406 |
| 編成 番号 | 7    | 5107                     | 5207 | 5307 | 5407 |
| 編成 番号 | 8    | 5108                     | 5208 | 5308 | 5408 |
| 編成 番号 | 9    | 5109                     | 5209 | 5309 | 5409 |
| 編成 番号 | 10   | 5110                     | 5210 | 5310 | 5410 |